# Eis-Schreiben
Eis-Schreiben ist ein Jargon-Begriff im Personalwesen bzw. im Recruiting für einen Brief, den ein potentieller Arbeitgeber im Zuge eines Bewerbungsverfahrens an qualifizierte Bewerber verschickt, wenn keine vakante Position im Unternehmen vorhanden ist, aber grundsätzliches Interesse an einer Zusammenarbeit bekundet werden soll. 
Bewerbungsunterlagen verbleiben in der Regel im Unternehmen. Ziel des Eis-Schreiben kann es deshalb sein, Bewerber für das Unternehmen hinzuhalten, bis eine geeignete Stelle zur Verfügung steht.
Den inhaltlich ähnlichen, ebenfalls sehr selten so genannten Aperitif-Brief versenden Unternehmen, um über den Fortgang eines noch nicht beendeten Bewerbungsverfahrens zu informieren.